# Ципора Ласков
Ципора Ласков (івр. צפורה לסקוב, нар. 1904 — пом. 1989) — ізраїльська медсестра та політикиня українського походження.

## Біографія
Народилася в Російській імперії на території сучасної України в родині Фабіша Модера і його дружини Хедви. Ласков отримала медичну освіту, ставши медсестрою.
Після приходу більшовиків до влади Ципору та її чоловіка Давида заслали до Сибіру. Подружжя втекло до Китаю, де заснувало філію Га-Шомер га-цаїр у Харбіні. В 1928 році вони емігрували до підмандатної Палестини, де Ципора знайшла роботу на фабриці.
У 1929 році вона почала працювати медсестрою в лікарні Гістадрут в Ейн-Хароді, пізніше працювала в лікарні Га-Емек. Ципора допомогла створити клініки матері та дитини в Хадері та Хайфі, а також була членом Організації медсестер та Організації працюючих матерів.
Під час Другої світової війни Ципора з чоловіком записалися добровольцями до британської армії, в якій вона допомогла заснувати Організацію дружин солдатів. Вона також допомогла створити установу для солдатських дітей у Кфар Єхезкелі та дитячий будинок Шабтай Леві у Хайфі.
Член партії Ахдут га-Авода, вона була членом Асамблеї представників, а в 1955 році була обрана до Кнесету за партійним списком, однак відмовилася від депутатського мандату до складання присяги, тож її місце посів Наум Нір.
У 1962 році вона відкрила громадську клініку для сімейної терапії в Хайфі, пропрацювавши там до 1967 року.
Померла у 1989 році у Хайфі.